# Syagrus campos-portoana
Syagrus campos-portoana là loài thực vật có hoa thuộc họ Arecaceae. Loài này được (Bondar) Glassman miêu tả khoa học đầu tiên năm 1963.